# 屎尿
屎尿（しにょう）とは、人間の大小便を合わせた呼び方で、主に工学、行政、法律分野で使われる。「屎」が常用漢字に含まれていないため、し尿と表記することが多い。
現代では無価値な廃棄物として、また不衛生で汚いもののイメージが定着しているが、近世以前では、肥料（有機質肥料）として、長屋などで汲みとられ有価で取引される金肥（きんぴ）という商品であった。こういった肥料としての使われ方は、古代ギリシャのアテネでは一般的に行われていた。

## 概要
屎（し）は食べた米が排泄されたものとして大便を、尿（にょう）は飲んだ水が排泄されたものとして小便を示す文字で、殷代の甲骨文字に起源し、『古事記』や『万葉集』にも登場していて、人間の排泄物と家畜などのそれとを屎と糞の字で区別する傾向も見られる（あえて人糞と表記するなど）。
現代日本では屎の文字を単独で使用することはなく、主に「大便」が使われる（この文章中でもそのようにしている）。
屎尿は汚物と呼称することもある。ただし「汚物」は屎尿だけでなくトイレの排水、嘔吐物や使用済みのトイレットペーパーや生理用品、おむつなど屎尿よりも幅広い意味を持つ場合がある。
英語
外国のトイレの事情から土を被っていることが多く、そこから night soil という呼び名になったという説や、Gong farmer（別名：nightmen）という糞尿回収作業者が収集するのが夜であったことから付けられたという説がある。近代では、 night soil という呼び名はせず fecal sludge という呼び名が一般的である。

## 利用法
屎尿は東アジア（中国東部、朝鮮半島、日本）で肥料（下肥）として農地還元される文化があり、日本では江戸時代後期に都市部と農村の間に流通経路が確立したという。江戸の場合、堆肥の元となる里山が多かった多摩地域では需要が薄く、逆に低湿地が多く舟運に適した葛西で利用が進んだという。肥料としての屎尿は肥料の三要素における窒素が過剰であるため、葉物野菜の栽培に適し、現在の東京の特産物である小松菜の栽培にも多用されたと考えられる。化学肥料が安価で大量に生産され始めた1950年代まで主要な肥料であった。当時は新聞の廃品回収と同様に、農家が買い取っていた。
下記の輸送に詳細するが、武蔵野鉄道（現在の西武鉄道)には、かつて東長崎駅と江古田駅の中間に長江駅があり、都内で集められた屎尿を貨車に積み、多摩地区や狭山地区の農家へ届けるために輸送され、黄金列車と呼ばれていた。
こうした屎尿の処理システムは、十分な屎尿処理ができず度々ペストなどの疫病が蔓延した同時代のヨーロッパの都市に対し、江戸が大きな疫病もなく長期にわたり繁栄した理由の一つであった。

## 回収・輸送
江戸の下肥は屎尿を混合していたが、京と大坂では両者を分け、売却も別だったという。現在、発展途上国向けに主に公衆衛生改善策として伝染病リスクの少ない便所を広める運動があり、そこでも大便は分割貯留し、尿を作物に施肥する方策を採っている。
- 下肥の水増し

舟で運ばれたことも相まってか、屎尿を水で薄め嵩増しする行為が横行していたという。農家は貴重な下肥の品質を確認するため、時には舐めて味を見たといい、これは屎尿中の塩分が川水で薄められていないか調べたものと推測される。現在のし尿処理施設でも塩化物イオン濃度を測定して、処理負荷などをコントロールする目安としている。
- 汚水・排水
- 汚物車・バキュームカー
- 鉄道による糞尿輸送

第二次世界大戦以前も鉄道による糞尿輸送は各地で小規模ながら実施されていたが、1944年、戦争が激化すると東京都下の豊島区、淀橋区、中野区、杉並区では屎尿の汲み取りの遅れ、輸送難が深刻な問題となり、東京の西部の農村地帯へ向けて鉄道による輸送が大規模に行われることとなった。

## 廃棄物
日本で屎尿を廃棄物として規定したのは、1900年（明治33年）に公布された汚物掃除法からである。ただしこれは、公衆衛生が目的であり、有価物としての売却は続いていた。
しかし、大正期に入ると経済成長が労賃高騰を招き、農村還元（都市部で発生した屎尿を農地へ運搬・施肥する）が経済的に引き合わなくなって行く。
都市部などの一部自治体による汲取も始められた。
さらに即効性が高く施肥も効率的な硫安（化学肥料）が食糧増産への国策として奨励された事もあり、ついにサイクルは崩れ、大正期半ば以降は収集料を住民が負担し、屎尿収集とその処理を地方行政が担う現代の姿となった。
現在では廃棄物処理法における一般廃棄物に該当し、汚泥、ふん尿の区分に該当する。
- し尿処理施設、海洋投入